# Netzwerk Betroffener von sexualisierter Gewalt

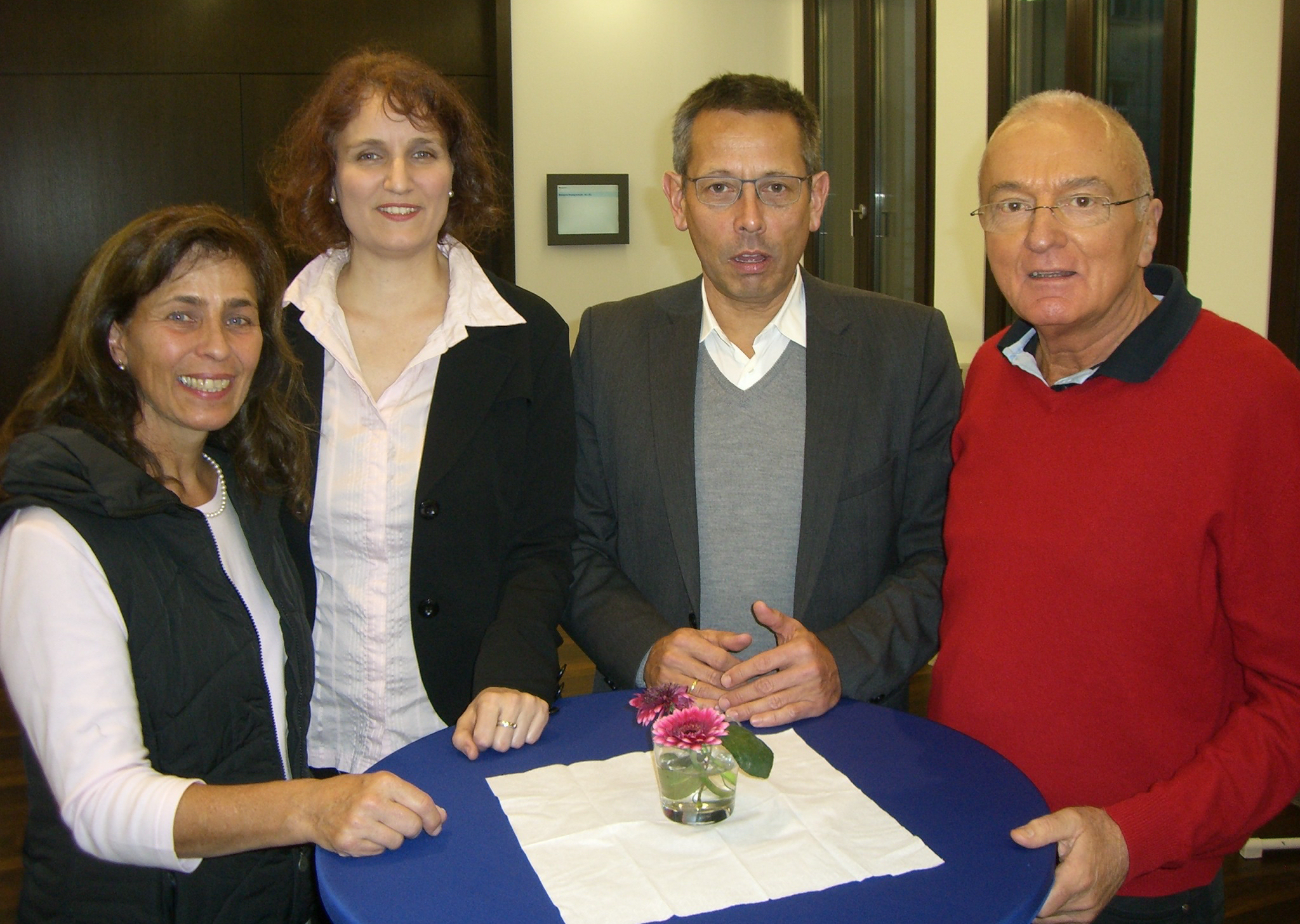
Johannes-Wilhelm Rörig (2. v. rechts) im Gespräch mit Vertretern von netzwerkB, 2012

Das Netzwerk Betroffener von sexualisierter Gewalt (netzwerkB) ist ein Interessenverband für die Opfer von sexualisierter Gewalt, insbesondere sexuellen Missbrauchs und Vergewaltigung. Der Verein wurde am 10. April 2010 gegründet, Sitz ist Scharbeutz. Sprecher ist Norbert Denef.

## Positionen
Der Verein kritisierte die Nicht-Beteiligung von Opfern am Runden Tisch Sexueller Kindesmissbrauch. Er vertritt die Auffassung, dass aus Sicht der Opfer im Jahr 2010 viel über sexuelle Gewalt geredet, aber fast nichts getan wurde.
Zur Seligsprechung von Johannes Paul II. am 1. Mai 2011 wies der Sprecher Norbert Denef, der selbst mit dem Papst in Korrespondenz gestanden hatte, auf die Opfer sexuellen Missbrauchs in der römisch-katholischen Kirche hin. „Nicht nur für mich persönlich, sondern weltweit für viele Opfer, die als Mädchen und Jungen in der Amtszeit Papst Johannes Pauls II. missbraucht wurden, ist diese Seligsprechung Salz in ihren tiefen, noch immer frischen Wunden. Auch während seines Pontifikats wurden Verbrechen nicht nur in Deutschland, sondern in vielen anderen Ländern, darunter den USA und Mexiko, vertuscht und verschwiegen. Anstatt einen toten Papst seligzusprechen, sollte die Kirche den Opfern helfen.“
Am 25. Mai 2011 kritisierte Liza Stein, Landesbeauftragte von netzwerkB für Mecklenburg-Vorpommern und selbst Opfer von Missbrauch in ihrer Familie, in Schwerin gegenüber Christine Bergmann, Missbrauchsbeauftragte der Bundesregierung, dass die Betroffenenseite auf der Opferschutzkonferenz nicht vertreten waren.
netzwerkB veranstaltete während der Rede des Papstes im Deutschen Bundestag am 22. September 2011 eine Demonstration auf dem Pariser Platz in Berlin. Protestiert wurde unter anderem dagegen, dass die Opfer immer noch zum Schweigen gezwungen sind, weil sie keine Handhabe gegen die Täter haben. Gefordert wurde auch die Öffnung der Archive des Vatikans.
Am 6. Dezember 2011 war Norbert Denef zum Bundesparteitag der SPD als Gastredner eingeladen und sprach über die Situation und Leiden der Opfer. Der Parteitag beschloss einstimmig, sich für eine Aufhebung der Verjährungsfristen im Deutschen Bundestag einzusetzen.
Am 8. Juni 2012 begann Denef einen Hungerstreik und erklärte: „Ich bin im Hungerstreik, weil die Bundestagsfraktion der SPD nicht dazu bereit ist, sich im Deutschen Bundestag für die Aufhebung der Verjährungsfristen von sexualisierter Gewalt einzusetzen, gleichwohl sich die Delegierten des Bundesparteitages der SPD am 6. Dezember 2011 eindeutig dafür ausgesprochen haben.“ Zahlreiche Medien berichteten über den Hungerstreik, den Denef nach 46 Tagen am 24. Juli beendete. Unterdessen erreichte eine Petition von netzwerkB für den Bundestag bei Avaaz über 60.000 Unterschriften. Der Petitionsausschuss des Bundestages nahm die Unterschriften aus formalen Gründen nicht an. Im November 2012 übergab Denef die Unterschriften an Ralf Stegner. Der Gesetzesentwurf der SPD vom 9. Oktober 2010 wurde auf besonderen Geschäftsordnungsantrag hin am 26. September 2012 im Bundestag behandelt.
Am 19. Juli 2012 stimmte eine Mehrheit des Deutschen Bundestages einem gemeinsamen Entschließungsantrag von CDU/CSU, SPD und FDP zu, der die Bundesregierung aufforderte, im Herbst 2012 einen Gesetzentwurf vorzulegen, der sicherstellt, dass eine medizinisch fachgerechte Beschneidung von Säuglingen und minderjährigen Jungen grundsätzlich zulässig ist. Der Verein kritisierte diesen Entschluss fordert einen Schutz der Kinder vor Verletzung und Gewalt. Am 12. Dezember nahm der Bundestag ein Gesetz zur Beschneidung mit 434:100 Stimmen bei 46 Enthaltungen an. Es ist seit 28. Dezember 2012 als § 1631d BGB in Kraft.
Am 8. Januar 2013 wurde durch eine Mitteilung des Vereins bekannt, dass die Deutsche Bischofskonferenz den Vertrag über die Kriminologische Studie zum Missbrauch in der katholischen Kirche Deutschlands wegen Differenzen über die Veröffentlichung mit  Christian Pfeiffer aufgekündigt hatte.
Zum Gesetz zur Stärkung der Rechte von Opfern sexuellen Missbrauchs des deutschen Bundestags äußerte sich der Verband im März 2013 kritisch: „Die Anhebung der Verjährungsfrist für Schadensersatzansprüche auf 30 Jahre stellt eine Gleichstellung mit Betroffenen anderer Formen von Gewalt und Gesundheitsschädigung dar. Das finden wir in diesem Sinne auch positiv. Dennoch treten gesundheitliche Spätfolgen erst nach Ablauf dieser Frist auf. Deshalb wissen alle Beteiligten der Politik, dass diese Frist von 30 Jahren nicht reicht.“

## Ursachen beheben und Opfer unterstützen
Seit Januar 2017 ist Thomas Galli, ehemals Anstaltsleiter der Justizvollzugsanstalt Zeithain, Sachsen, Vorstandsmitglied von netzwerkB. Galli fordert, Gewalt und ihre (auch institutionellen) Ursachen rückhaltlos aufzuklären. Es gehe um die Veränderung der Ursachen und um die Opfer. Täter einzusperren helfe weder dem Opfer, noch helfe es dem Täter zu einem verantwortungsvolleren Leben. Er fordert die Freilassung der Gefangenen in den Justizvollzugsanstalten. Er kündigte deshalb seine Tätigkeit als Anstaltsleiter.